# Sandflur-Staubeule
Die Sandflur-Staubeule (Caradrina selini), zuweilen auch als Blaugraue Seidenglanzeule bezeichnet, ist ein Schmetterling (Nachtfalter) aus der Familie der Eulenfalter (Noctuidae).

## Beschreibung

### Falter
Die Flügelspannweite der Falter beträgt 25 bis 30 Millimeter. Die Vorderflügeloberseite zeigt eine blaugraue bis aschgraue oder braungraue Grundfarbe. Vom etwas aufgehellten Vorderrand  heben sich deutlich einige dunkle Flecke ab. Die Nierenmakel ist meist undeutlich, die Ringmakel zu einem schwarzen Punkt reduziert. Die Querlinien sind dunkel, jedoch meist undeutlich. Die zeichnungslose Hinterflügeloberseite ist von weißlicher Farbe und in Richtung Saum etwas verdunkelt.

### Ei
Das Ei hat eine halbkugelige Form, eine weißliche Farbe sowie einen hellbraunen Mittelfleck und eine gleichfarbige Binde. Die Oberfläche zeigt bis zu 30 unregelmäßige Längsrippen, von denen ungefähr die Hälfte die Mikropylzone erreicht. Außerdem sind gut ausgebildete Querrippen vorhanden.

### Raupe
Ausgewachsene Raupen haben eine graubraune bis rotbraune Farbe. Die Seitenlinien sind dunkel, Stigmen und Kopf sind schwarz.

### Ähnliche Arten
In den nördlichen Vorkommensgebieten ist die Art nahezu unverwechselbar, in den südlichen Bereichen ist eine Unterscheidung von den dort vorkommenden, äußerlich ähnlichen Caradrina-Arten mittels einer genitalmorphologischen Untersuchung möglich.

### Unterarten
Die folgenden Unterarten sind bekannt:
- Caradrina selini selini Boisduval, 1840
- Caradrina selini djebli Rungs, 1972

## Verbreitung und Lebensraum
Die Sandflur-Staubeule kommt in Mitteleuropa und der Mittelmeerregion meist lokal vor. Die östliche Ausdehnung erstreckt sich bis zum Ural, die südliche bis in den Mittleren Osten. Auf Malta lebt die Unterart Caradrina selini djebli. Hauptlebensraum der Art sind sandige Heiden, Trockenrasenflächen, Felshalden sowie Kiefern- und Mischwälder.

## Lebensweise
Die nachtaktiven Falter bilden zwei Generationen pro Jahr, die von Mai bis Juli sowie im Süden zusätzlich von August bis Oktober anzutreffen sind. Sie fliegen künstliche Lichtquellen an. Bezüglich der Nahrungspflanzen der Raupen  besteht noch Klärungsbedarf. Erfolgreiche Zuchten wurden mit Löwenzahn durchgeführt. Die Raupen überwintern.

### Gefährdung
Die Sandflur-Staubeule kommt in allen deutschen Bundesländern in unterschiedlicher Anzahl vor. In Baden-Württemberg wird sie in der Roten Liste gefährdeter Arten auf der „Vorwarnliste“ geführt.